# Włodzimierz Spasowicz

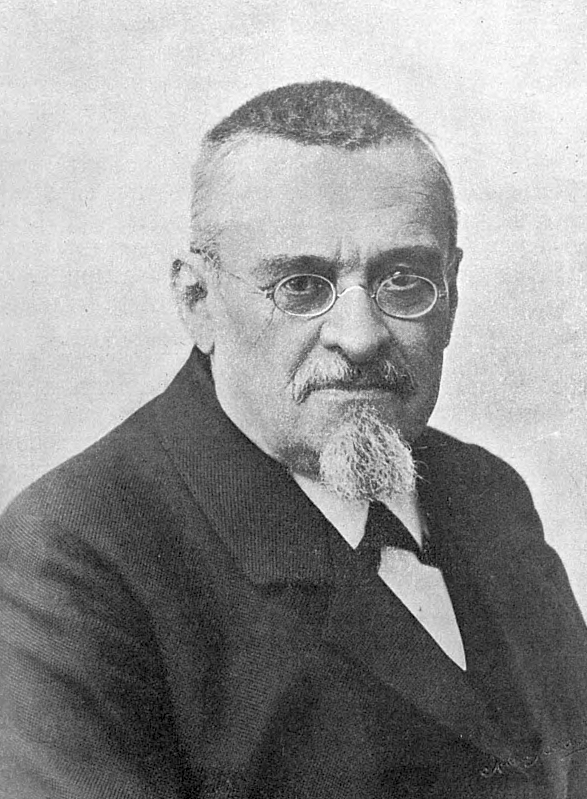
Włodzimierz Spasowicz

Włodzimierz Spasowicz (16. ledna 1829, Rečica, Bělorusko – 27. října 1906, Varšava) byl polský literární kritik, novinář a právník činný v Rusku. Člen politické strany Stronnictwo Polityki Realnej.

## Životopis
Vystudoval gymnázium v Minsku a pak práva na univerzitě v Petrohradu. V letech 1857-1861 působil na petrohradské univerzitě jako profesor trestního práva. Byl právníkem v mnoha slavných politických procesech.
Od roku 1876 vydával ve Varšavě časopis Athenaeum a od roku 1883 v Petrohradě jeden z nejznámějších polských týdeníků v Rusku Kraj. Byl členem redakce známého liberálního časopisu Věstník Evropy (Вестник Европы) a zastáncem smířlivé politiky vůči carského režimu a polsko-ruského usmíření. Jeho přítelem byl filozof Vladimir Sergejevič Solovjov, se kterým sdílel mnoho názorů.
V roce 1900 obdržel čestný doktorát Jagellonské univerzity. Byl spoluzakladatel společnosti Towarzystwo Naukowe Warszawskie a čestným členem Poznańskie Towarzystwo Przyjaciół Nauk. Napsal mnoho prací o dějinách slovanských literatur, trestním právu, historii práva a autorském právu.

## Dílo
- Historie literatur slovanských
- Prawa autorskie i kontrefakcya, 1874
- Aleksander Wielopolski i polityczni jego spadkobiercy, 1881
- Mickiewicz i Puszkin przed pomnikiem Piotra Wielkiego, 1887
- O obecnym stanie ziemstwa w posiadających je guberniach cesarstwa rosyjskiego i o projektowanych w tém ziemstwie reformach, 1889
- Dzieje literatury polskiej, 1891
- Rodzina Połanieckich, 1899
- Schiller i Goethe w pamiętnym dziesięcioleciu ich przyjaźni, 1899
- Władysław Syrokomla, 1899
- W obronie własnej, 1903
- Wincenty Pol jako poeta, 1904